# نادی‌هالاس
نادْیْ‌هالاس (به مجاری:  Nagyhalász) یک منطقهٔ مسکونی در مجارستان است که در سابولچ-ساتمار-برگ واقع شده‌است. نادی‌هالاس ۴۴٫۳۴ کیلومتر مربع مساحت و ۵٬۶۷۶ نفر جمعیت دارد.